# Меркуцио
Мерку́цио — один из главных персонажей в трагедии У. Шекспира «Ромео и Джульетта».

## Роль в сюжете
По сюжету, Меркуцио — родственник принца Веронского, с юных лет друг Ромео. Он горяч и вспыльчив, беспечен и насмешлив, скептически относится к любви, поддразнивая Ромео по поводу сначала его юношеской влюблённости в Розалину, а затем и более глубокого чувства к Джульетте, его настроение быстро меняется. Был убит Тибальтом — кузеном Джульетты, в спровоцированной Тибальтом потасовке. Тибальт ранил его из-под руки Ромео, когда последний, в свою очередь, старался избежать кровопролития. Перед смертью Меркуцио изрекает проклятие «Чума возьми семейства ваши оба! Я из-за вас стал кормом для червей», которое, как и многие другие моменты, предсказывает трагический конец.

## Оценка образа
«Шекспировский словарь» 2000 года приводит гипотезу, согласно которой в основу образа Меркуцио легла фигура современника и коллеги Шекспира — Кристофера Марло.

В «Северных цветах» за 1830 год в приложении к переводу 1-го явления III действия «Ромео и Джульетты» размещён отзыв, приписываемый А. С. Пушкину и посвящённый этой трагедии Шекспира. В отзыве в частности говорится: 
После Джульетты, после Ромео, сих двух очаровательных созданий шекспировской грации, Меркуцио, образец молодого кавалера того времени, изысканный, привязчивый, благородный Меркуцио, есть замечательнейшее лицо изо всей трагедии. Поэт избрал его в представители итальянцев, бывших модным народом Европы, французами XVI века.
Филолог Леонид Пинский придаёт Меркуцио роль трагедийного шута — более утончённого, чем в комедиях. Пинский также рассматривает образ Меркуцио как воплощение «карнавальной», комедийной составляющей первой настоящей трагедии Шекспира, реализацию комедийного амплуа «друга героя». Поэтому, с точки зрения Пинского, закономерно, что «карнавальное» развитие пьесы обрывается с гибелью Меркуцио от руки «агеласта» (врага смеха и шуток), убийственно серьёзного Тибальта.

## Образ Меркуцио в культуре

### В экранизациях
- В американском фильме 1936 года — Джон Берримор
- В итальянском фильме 1954 года — Убальдо Золло.
- В советской экранизации балета Льва Арнштама на музыку Прокофьева 1954 года партию Меркуцио исполняет Сергей Корень.
- В английской экранизации балета Пола Циннера на музыку Прокофьева 1966 года партию Меркуцио исполняет Дэвид Блэйр.
- В фильме «Ромео и Джульетта» Франко Дзефирелли 1968 года роль Меркуцио исполняет Джон Макинери.
- Во французском мюзикле «Ромео и Джульетта» Жерара Пресгурвика 2001 года Меркуцио сыграл Филипп д'Авилла[5]
- В российской постановке французского мюзикла «Ромео и Джульетта» Жерара Пресгурвика Меркуцио сыграли Стас Беляев[6] и Сергей Ли[7]
- В венгерской постановке французского мюзикла «Ромео и Джульетта» Жерара Пресгурвика Меркуцио сыграл Золтан Берецки[8]
- Во французском мюзикле «Ромео и Джульетта» Жерара Пресгурвика 2010 года Меркуцио сыграл Джон Ейзен[9]
- В итальянской версии мюзикла Жерара Пресгурвика роль исполняет Лука Джакомелли Феррарини (Luca Giacomelli Ferrarini)
- В мультфильме «Король Лев» он стал одним из прототипов Тимона[источник не указан 1308 дней].
- В американском фильме «Ромео + Джульетта» 1996 года Меркуцио играет Гарольд Перрино.
- В британском телеспектакле «Ромео и Джульетта» Кеннета Браны 2016 года Меркуцио играет Дерек Джекоби.

### В поэзии
- Стихотворение Новеллы Матвеевой «Меркуцио».
- Стихотворение Олега Ладыженского (один из писательского дуэта Г. Л. Олди) «За кулисами» — о смерти Меркуцио.

### В скульптуре
В королевском театре в Ньюкасле в 2012 году был установлен памятник Меркуцио (автор — Лайза Деларни).